# Алиев, Шахарби Магометович
Шахарби Магометович Алиев (карач.-балк. Алийланы Мухамматны джашы Шахарби; 17 января 1937, Кисловодск — 29 января 1991, Черкесск) — карачаево-балкарский актёр, режиссёр, драматург.

## Биография
Происходит из рода карачаевских узденей Алиевых. Своё имя получил в честь выдающегося деятеля карачаево-балкарской культуры Шахарби Эбзеева.
В школьные годы играл в драмкружке. Учился в Чимкентском сельскохозяйственном техникуме, затем, после службы в армии, — в Кисловодском медицинском училище. В это время играл в народном театре.
Окончил годичную актёрскую студию при областном драматическом театре в Черкесске. В 1963 году сыграл главную роль в спектакле «Огурлу» по пьесе Ш.Эбзеева. В сезоне 1964/65 года играл в балкарской труппе (Нальчик).
В 1970 году окончил режиссёрский факультет ЛГИТМиК, после чего работал в отделе культуры Малокарачаевского района. С 1973 года — постановщик в карачаевской труппе Черкесского областного театра, с 1987 года (после разделения театра на Русский театр и Национальный театр) — главный режиссёр карачаевской труппы. В 1989 году — ведущий специалист областного управления культуры, с 1990 года — главный режиссёр карачаевской труппы.

## Творчество
Поставил в театре около 40 пьес.
постановки в областном театре
- «Ретро» А. М. Галина
- «Божественная комедия» И. В. Штока
- «Женитьба» Н. В. Гоголя
- «Я женюсь на бабушке» Г. Мухтарова

постановки в Карачаевском театре
- «Чужой» Б.Аппаева
- «Сын Ерюзмека» Б. Аппаева
- «Судьба и честь» М. Батчаева
- «Аймуш» М. Батчаева
- «Батырджаш» М. Батчаева
- «Огурлу» Ш. Эбзеева
- «Директор бани» Ш. Эбзеева
- «Обмытая шляпа» Ш. Эбзеева
- «Атай и его семья» И. Капаева
- «Безродная невеста» Х. Байрамуковой

Издал два сборника пьес и юмористических рассказов: 
- «Увиденное глазами, услышанное ушами» (1984)
- «И смех и слёзы» (1991)

## Награды и признание
- Диплом Министерства культуры РСФСР — за спектакль «Трибунал»[1]

## Память
В 2013 году Карачаевскому драматическому театру было присвоено имя режиссёра, актёра и драматурга Шахарби Алиева.